# اسکمپه
اسکمپه (به لاتین: Skępe، تلفظ: [ˈskɛmpɛ]) یک شهرک در لهستان است که در شهرستان لیپنو واقع شده‌است.

## خصوصیات
اسکمپه ۷٫۴۸ کیلومترمربع مساحت و ۷٬۷۹۰ نفر جمعیت دارد.